# Simona (film)
Simona è un film del 1974 diretto da Patrick Longchamps, tratto da Storia dell'occhio (1928) di Georges Bataille, interpretato da Laura Antonelli.

## Trama
All'inizio del film, Simona sta assistendo a una corrida spagnola. La ragazza ricorda le sue esperienze erotiche in Belgio con George. Un giorno i due amanti avevano incontrato la marchesina Marcelle de Paille, che viveva nella villa paterna, assieme al padre, esperto imbalsamatore. Marcelle è giovane e bella ed ha già avuto esperienze sessuali con lo zio.
Simona e George cercano di liberare Marcelle dall'influenza paterna, anche praticando sesso a tre. Ma la storia finirà in un bagno di sangue. Nel finale ritroveremo Simona nella scena della corrida con la quale il film era iniziato: il toro viene ucciso e trascinato fuori dell'arena, mentre nella villa del marchese tutti gli animali imbalsamati ritornano alla vita e fuggono in libertà.

## Location
Girato a Knokke-Heist, comune belga situato nella provincia fiamminga delle Fiandre Occidentali, e in Spagna.

## Distribuzione
Il film venne distribuito dalla Dear International il 22 febbraio 1974, con doppiaggio affidato alla CID.